# Haxonit
A haxonit vas-nikkel-karbid ásvány, amely vasmeteoritokban és szervesanyag-tartalmú kondritokban található. Színe fénylő fehér.
Kémiai képlete (Fe,Ni)23C6, köbös kristályrendszerben kristályosodik, és Mohs-keménysége 5,5-6. 
Először 1971-ben írták le. Howard J. Axonról (1924–1992), a Manchesteri Egyetem kutatójáról, angol kohómérnökről nevezték el.